# بطولة إفريقيا للكرة الطائرة للسيدات 1976
بطولة أفريقيا للكرة الطائرة للسيدات 1976 هو موسم من Women's African Volleyball Championship ‏. أشرف على تنظيمه الاتحاد الأفريقي لكرة الطائرة، وكان عدد الأندية المشاركة فيه 6، وفاز فيه منتخب مصر لكرة الطائرة للسيدات.